# Стефан Ламбес
Стефан Самюел Ламбес (на френски: Stéphane Samuel Lambese) е хаитянски футболист, който играе на поста десен бек. Състезател на Локомотив (София).

## Кариера
Ламбес е бивш играч на втория отбор на Пари Сен Жермен, Блоа Фут 41, Лориан Б, Лавал, Орлеан и Кевили Руен.
На 4 август 2023 г. хаитянинът е обявен за ново попълнение на софийския Локомотив. Дебютира на 11 август при загубата с 1:0 като гост на Арда.

## Национална кариера
На 9 септември 2015 г. Стефан дебютира в официален мач за националния отбор на Хаити, при победата с 3:0 като домакин на националния отбор на Гренада, в среща от квалификациите за световното първенство през 2018 г.